# New York Jets
New York Jets este o echipă de fotbal american cu sediul în Florham Park, New Jersey, reprezentând zona metropolitană New York. Echipa este membră a Diviziei de Est din American Football Conference (AFC) în National Football League (NFL). Ea joacă pe MetLife Stadium din East Rutherford, New Jersey împreună cu New York Giants.